# Китаками (река)
Кита́ками (яп. 北上川 китакамигава) — река в Японии на острове Хонсю, протекает по территории префектур Ивате и Мияги. Является крупнейшей по площади бассейна в регионе Тохоку.
Длина реки составляет 249 км, на территории её бассейна (10150 км²) проживает около 1,48 млн человек. Согласно японской классификации, Китаками является рекой первого класса.
В период Эдо являлась важной частью водного пути для доставки риса, выращенного в долине Китаками, в столицу Эдо. Протекает через города Мориока, Ханамаки, Китаками, Осю, Итиносеки, Исиномаки и Томе.
В бассейне реки — пять водохранилищ.